# Villa Wertheimstein
La Villa Wertheimstein es un museo del distrito de Döbling situado en Viena, Austria, dedicado a la historia local y a la producción de vino. En esta villa celebraban sus salones literarios Josephine von Wertheimstein y su hija Franziska.

## Historia
En 1833 el industrial Rudolf von Arthaber adquirió la casa que había pertenecido al monasterio de Tullnerhof. Lo transformó en 1834 y 1835 en estilo Biedermeier e instaló allí su colección de pinturas. Tras la muerte de Arthabers en 1867 y la subasta de su colección, Leopold von Wertheimstein, banquero de la familia Rothschild, y su esposa Josephine compraron la casa en 1870. Esta compra fue posible gracias a la emancipación de los judíos en Austria-Hungría en 1867. El salón también fue frecuentado por Eduard von Bauernfeld y otros muchos artistas. Ferdinand von Saar murió en la villa en 1906. En 1908, Franziska von Wertheimstein legó la casa y el parque contiguo a la ciudad de Viena.

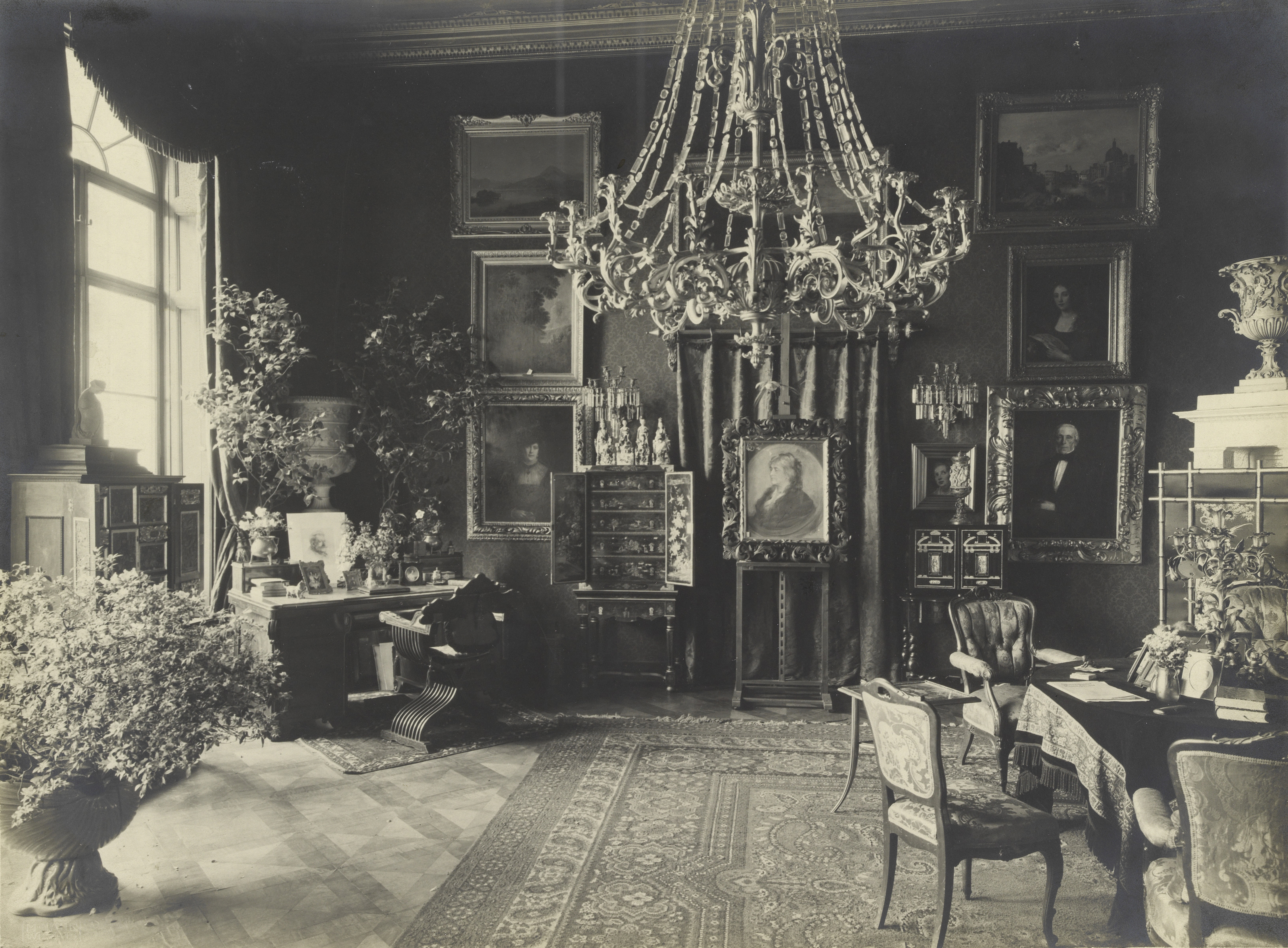
Vista interior (1922).
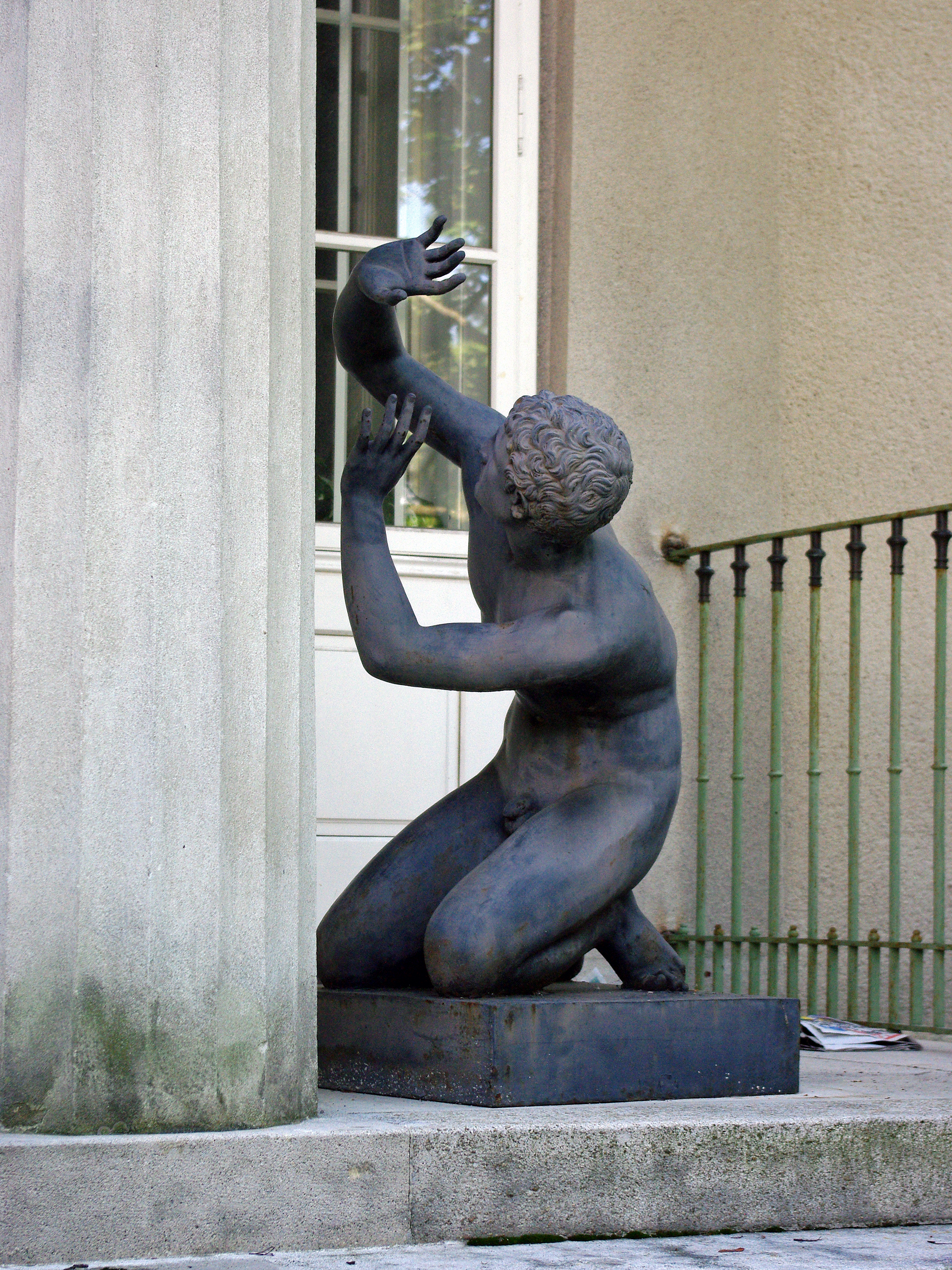
Escultura en la entrada trasera.
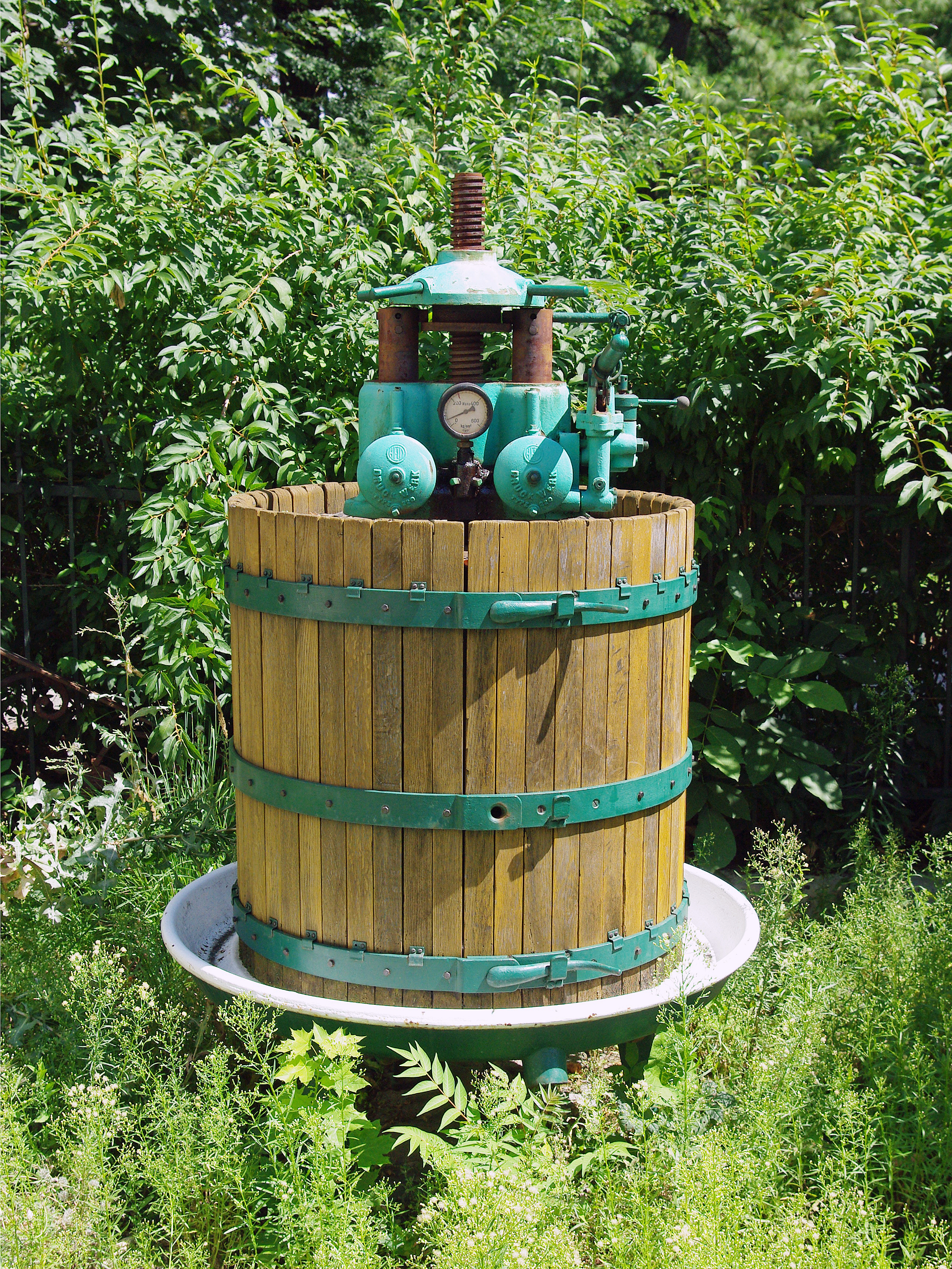
Prensa de de uvas para la elaboración de vino.